# Euphorbia martinae
Euphorbia martinae es una especie fanerógama perteneciente a la familia de las euforbiáceas. Es endémica de Madagascar en la Provincia de Antsiranana.

## Hábitat
Su natural hábitat son los bosques secos tropicales y subtropicales y áreas rocosas. Está amenazado por la pérdida de hábitat.

## Descripción
Es un arbusto que se encuentra en los bosques secos tropicales en las laderas rocosas de los inselbergs a una altitud de 0-499 metros en la Reserva especial de Ankarana.

## Taxonomía
Euphorbia martinae fue descrita por Werner Rauh y publicado en Succulentes 22(3): 8–9, 12. 1999.
Etimología
Euphorbia: nombre genérico que deriva del médico griego del rey Juba II de Mauritania (52 a 50 a. C. - 23), Euphorbus, en su honor – o en alusión a su gran vientre –  ya que usaba médicamente Euphorbia resinifera. En 1753 Carlos Linneo asignó el nombre a todo el género.
martinae: epíteto otorgado en honor de la botánico francesa Martina Bardot-Vaucoulon (1948- ), quien trabaja en la flora de Madagascar.